# Ґері Діллі
Ґері Діллі (англ. Gary Dilley, 15 січня 1945) — американський плавець.
Призер Олімпійських Ігор 1964 року.
Переможець літньої Універсіади 1965 року.